# 外道
外道（梵文：tirthika；巴利文：titthiya）為一個佛教的翻譯名詞，與被稱為內道的佛教裡釋迦佛陀所說的教法相對，取名源於其所傳真理異於佛教的宗教組織。

## 意義
「外道」這個詞最原始的用法乃指稱「異教」、「非婆羅門系的異教徒」；而由此字延伸而來且今日為耆那教所專用的渡津者（Tirthankara；巴利文：titthakara），其最初用法則單純指稱「宗派祖師」，並無任何貶低的意味，我們可在佛經《沙門果經》（DN II.2: Samannaphala-sutta）之中發現早期這樣的使用。而在公元前5～6世紀時的印度，在摩揭陀國有六師外道之稱的自由思想家。
在佛教興起後，沿用這個名詞，用來泛指佛教之外的其他宗教團體；
智顗將外道分為三類：佛法外之外道，附佛法之外道，學佛法成外道。

## 六師外道
1. 富蘭那迦葉
2. 末伽梨拘舍梨子
3. 刪闍夜毗羅胝子
4. 阿耆多翅舍欽婆羅
5. 迦羅鳩馱迦旃延
6. 尼乾陀若提子

## 五大外道
1. 數論派、
2. 勝論派、
3. 離繫派、
4. 獸主派(信仰濕婆化身帕斯帕提)、
5. 遍出派

## 參见
- 六師外道：釋迦在世時代裡的代表性自由思想家。
- 外法
- 隱者
- 附佛外道